# Умм-ес-Сейль
Умм-ес-Сейль — невеликий піщаний острів в Червоному морі в архіпелазі Дахлак, належить Еритреї, адміністративно відноситься до району Дахлак регіону Семіен-Кей-Бахрі.

## Географія
Розташований на захід від острова Нора. Має краплеподібну, видовжену з північного сходу на південний захід форму. Довжина 1,6 км, ширина до 580 м. Острів облямований кораловими рифами.